# 麦人
麦人（むぎひと、1944年8月8日 - ）は、日本の俳優、声優。東京都武蔵野市出身。個人事務所であるじゃがいも村村長（代表）。

## 来歴

### キャリア

#### 子役・俳優として
6歳の時に前進座の『お夏狂乱』で初舞台。歌舞伎の子役として活動。物心つく前から日本舞踊や長唄を半ば強制的に習わされたという。歌舞伎自体、言われた通りに動いていただけで旅公演も多く、小学4、6年生の頃はほとんど学校に通えない状態だったという。その時は友人も出来づらく、旅公演中は家庭教師が付いていたが、やる気がないことから成績もドンドン落ちていったという。中学時代は劇団の方針で芝居を離れ、普通の学生生活を送る。中学卒業後の1961年、親から紹介された劇団民藝俳優教室第1期生として入団して芝居の活動を再開する。同期生で年上ばかりで中卒で入ったのは麦人だけだったが、新劇に特別興味があったわけではなく、勉強が嫌いで、芝居しかできることがなかったというのが理由だったという。新しい環境に対する興味、子供が無理に大人ぶる背伸び感覚はあったが、芝居に対する意識は正直皆無だったという。3年後には劇団民藝に入団し、1972年には同劇団を退団。
デビュー当初はテレビドラマ、映画、商業演劇に出演するなど俳優として活動。
独演劇の俳優として、1998年に独演・舞台活動の拠点として個人事務所の独歩（どっぽ）を設立した。なお、その3年後にアニメ『グラップラー刃牙』にて愚地独歩役を演じるが、全くの偶然である。

#### 声優として
1960年代後半からは声優としても活動を始める。『001/7親指トム』のジェフ・ブリッジス役が初レギュラーだが、本格的に声優活動を行うようになったのは1980年代に入ってからである。その頃は名誉欲・出世欲が強く、周囲からよく見られようとしてばかりで、ある時自分自身に嫌気が差して空しさを感じ、「本当に芝居や表現が好きで取り組んでいないならば、やっている意味はない」と、一度芸能界から抜けようと決意していたという。しばらくフラフラしていた時、友人から紹介されたのがテレビアニメ『ドカベン』の声優オーディションで、ダメ元で受けたところ合格してしまったという。当時の声優界は注目を浴びる仕事ではなかったことから、「ものすごく地味な世界」というのが第一印象だったが、そんな業界の空気にピッタリと熱中したという。『ドカベン』の録音監督だった斯波重治の人間性に惹かれ、新劇出身で舞台役者時代の麦人のことも知っていたという。また麦人にとっては、声優業界について色々と教え導いてくれた大恩人で『ドカベン』で本格的に声だけの演技に触れ、「これは興味のある世界だ!」と感じていたという。
声優業開始当初は洋画の吹き替え、ナレーションが中心だったが、1990年代に入ってからアニメの出演が増えたという。ナレーション用デモテープを作り、自ら映像会社を回って営業活動していた時期もあり、色々と繋がりができ、コンスタントに仕事をもらうようになったという。

### 現在まで
2012年から、「語り」「公演」を中心とした多目的フリーレンタルスペース『じゃがいも村』の村長として、その運営を担っている。2015年4月より、ベストポジションを退所し、『じゃがいも村』の俳優・声優マネージメント部門を設立したが、2016年8月末日をもって解散。『じゃがいも村』は麦人の個人事務所として継続している。

### 所属歴
所属歴は、劇団民藝→スカイプロダクション→人間プロダクション→えんどれすプロダクション→青二プロダクション→アーツビジョン→ぷろだくしょんバオバブ→オフィス・ワット→メディアフォース→ベストポジション。フリーで活動していた時期もある。

## 人物
本名及び旧芸名は寺田 誠（てらだ まこと）。その他の旧芸名は大前田 伝、天地 麦人。

### 家族
芸能一家の出身である。高祖父は二代目嵐璃珏、祖父は四代目嵐芳三郎、父は女形の歌舞伎俳優5代目嵐芳三郎で、兄は前進座の俳優で父同様の女形だった6代目嵐芳三郎と嵐圭史。姉は文学座所属女優の寺田路恵。妹はシャンソン歌手の広瀬節子。前進座の俳優河原崎國太郎 (6代目)と嵐芳三郎 (7代目)は甥である。また、姉の寺田路恵とは海外ドラマ『名探偵ポワロ ゴルフ場殺人事件』で共演している（麦人はポール・ルノー役、寺田路恵はエロイーズ・ルノー役で夫婦役であった）。

### 特色
声種は中・低音。重く落ち着いた声が魅力的。ユーモラスな役に配役されることもある。
声優としては、アニメ、ゲーム、映画・海外ドラマ吹き替えに多数出演。吹き替えではパトリック・スチュワートをはじめ、ウェス・ステュディやランス・ヘンリクセン、ベン・キングズレー、ウィリアム・フォーサイス、ロバート・デヴィなどを持ち役としている。
『新スタートレック』シリーズ（TNG）では、当初（1st&2ndシーズン）吉水慶がジャン＝リュック・ピカード艦長の吹き替えを担当していたが、2ndシーズン終了後に家業を継ぐために降板、その後任として3rdシーズンから登板することになった。また、その後に吹き替え版が制作されたパイロット作品、2ndシーズン以前のエピソードの追加収録部でもピカードの吹き替えを担当した。後任として起用される前は悪役のゲストキャラクターで出演したこともある。なお、以降はピカードを演じた俳優、パトリック・スチュワートの専属（フィックス）吹き替え声優としても定着した。
突然のオファーだったため、役を受けた時点では『スタートレック』が『宇宙大作戦』の原題でTNGがその流れをくむ作品だとは知らず、後からそのことを知った。演じるにあたって、吉水が担当した回を参考のために観るか問われたが、「僕は僕のピカードをつくらせてもらいたい。やっていく中で自分なりのピカードがつくれればいい」との意向で、一切観なかった。ピカード役は「年齢的なものも含めて役の幅を広げるチャンス」だと感じ、「もう一度、自分の楽なトーンでしゃべれる表現、声でやっていこうとははっきり自覚した」と語っており、声を作らずに自分の一番楽な声でピカードの役を作ったとのこと。ピカード役のパトリック・スチュワートを「ナチュラルな芝居も振幅のある芝居も両方できるうまい人」と評し、声をあてながら随分勉強させてもらい、今の自分の仕事にも通じる大きな財産となり、自分が声優として一番ありがたかったことと語っている。
スチュワートのもう1つの当たり役である『X-MEN』シリーズのチャールズ・エグゼビア/プロフェッサーXの吹替は当初、旧シリーズの『日曜洋画劇場』放映時（テレビ朝日版）のみの担当であったが、『LOGAN/ローガン』ではそれまで劇場公開・ソフト版を担当していた大木民夫が療養中のため同役を降板したことに伴い、後任として初めて劇場公開版を担当することになった。
「悪役は大好き」と公言している。声の業界に入ったときは二枚目もやっていたが、「今後長い人生、これで飯を食っていくことになるとキャラクターをもっと増やしていかなきゃいけない」「悪役は必ず大体出てくるから、悪役の声を少し研究して使ってもらう」と思うようになり、悪役で活躍していた人たちを模倣し、声をわざと潰してセリフを言う訓練をした。その後、機会があってその声を使った所、ディレクターからは悪役ばかり来るようになってしまい、それが定着すると、他からも悪役のオファーが来るようになり悪役一色で、逆に二枚目役がなくなってしまったと語っている。
2000年代以降は老人役が多いが、本人は「かような傾向でチト口惜しいのは、権力や金で女を侍らすことはあっても、ドラマチックなラブシーンなんざ、およそないッてえことだよな。ああ、哀しきかな…」と嘆いていた。
ナレーションでは淡々とした語りが基本だが、『ネギま!?』では弾けた語り口も披露した。『ぱにぽにだっしゅ!』クランクアップの時に高校での思い出を聞かれたとき、「私は中卒ですが」と答えた。その一方で若手の女性声優が多かった同作品の収録を楽しみにしていたという。また、同作品では『スタートレック』のパロディも演じていた。

## 出演
太字はメインキャラクター。

### テレビアニメ
1967年
- 001/7親指トム（ジェフ・ブリッジス 他）

1976年
- ドカベン（1976年 - 1979年、教頭、土門、先生 他）

1977年
- あしたへアタック!（明日香の父）※「大前田伝」名義

1978年
- 大雪山の勇者 牙王（B）※「大前田伝」名義
- 未来少年コナン（男B）※「大前田伝」名義

1979年
- シートン動物記 りすのバナー（スッポンおやじ）※「大前田伝」名義

1980年
- 宇宙戦艦ヤマトIII（ダゴン）※「寺田誠」名義
- 銀河鉄道999（司令官、管制官）※「寺田誠」名義
- サイボーグ009 (1979年版)（カルタ）※「寺田誠」名義
- タイムパトロール隊オタスケマン（ケスラー）
- ニルスのふしぎな旅（パパ、フレッド）
- 魔法少女ララベル ※「寺田誠」名義
- マリンスノーの伝説（調査局長）
- 燃えろアーサー 白馬の王子（ゲール）
- ルパン三世 (TV第2シリーズ)
- 太陽の使者 鉄人28号（ケスラー）※「寺田誠」名義

1981年
- カバ園長の動物園日記（太田）
- 銀河旋風ブライガー（1981年 - 1982年、ホセ徳大寺、ブラウン、機長）
- 新竹取物語 1000年女王（十文字博士、委員長）※「寺田誠」名義
- 新・ど根性ガエル ※「寺田誠」名義
- タイガーマスク二世（ザ・バット、スミス）
- Dr.スランプ アラレちゃん（1981年 - 1983年、びびるマン、番長、ビッグフライ、ブビビンマン、ヘイジ、親分）
- ハロー!サンディベル（フラッシュ・スカパン）
- めちゃっこドタコン（立花）
- 六神合体ゴッドマーズ（グル、デノン）
- ワンワン三銃士（1981年 - 1982年、リシュリュー）

1982年
- あさりちゃん（カンパチ、コブラ 他）
- アンドロメダ・ストーリーズ（商人）※「寺田誠」名義
- うる星やつら（面堂の父）
- 科学救助隊テクノボイジャー（副パイロット）※「寺田誠」名義
- 銀河烈風バクシンガー（セゾンJr、使節）
- さすがの猿飛（出門虎造）※「寺田誠」名義
- 忍者マン一平（松下電樹）
- パタリロ! ※「寺田誠」名義
- The・かぼちゃワイン（1982年 - 1983年、支配人、棟梁、吹雪紋次郎、デカ山）
- 少年宮本武蔵 わんぱく二刀流（青木城左衛門）※「寺田誠」名義
- 魔境伝説アクロバンチ（アガイル）※「寺田誠」名義
- わが青春のアルカディア 無限軌道SSX（クルーゲル）※「寺田誠」名義
- 吾輩は猫である（三平）

1983年
- 愛してナイト（熊八、藤木）
- 銀河疾風サスライガー（署長、市長）
- スプーンおばさん ※「寺田誠」名義
- スペースコブラ（1982年 - 1983年）
- 装甲騎兵ボトムズ（ヒロラム・カンジェルマン）
- パーマン（千面相 他）※「寺田誠」名義
- プラレス3四郎（1983年 - 1984年、桧垣）
- まいっちんぐマチコ先生
- まんが日本史（竹崎季長）

1984年
- オヨネコぶーにゃん（職人）※「寺田誠」名義
- 機甲界ガリアン（ボーダー王）
- 星銃士ビスマルク（アンソニー博士、デベロ 他）※「天地麦人」名義
- 宗谷物語（谷木）※「寺田誠」名義
- キャッツ・アイ
- 超時空騎団サザンクロス（ロルフ・エマーソン）
- よろしくメカドック（刑事）※「天地麦人」名義

1985年
- 三国志（魯粛）
- プロゴルファー猿（1985年 - 1988年、球心、老人、長老）※「天地麦人」名義
- ルパン三世 PARTIII

1986年
- めぞん一刻（三鷹の叔父）

1987年
- シティーハンター（1986年 - 1996年、アナウンサー、赤猿、ゴンザレス） - 2シリーズ + 特別編

1988年
- ビリ犬（男）

1989年
- ジャングル大帝（新）（軍曹）

1990年
- 美味しんぼ（1990年 - 1991年、森口直太郎、喜山徹平）
- 三つ目がとおる（テレビ東京版）（ボルボック）
- ピグマリオ（ステファン王）
- らんま1/2 熱闘編（委員長）

1991年
- おぼっちゃまくん（おしゃか様）
- 笑ゥせぇるすまん（屋内寒志）

1992年
- 宇宙の騎士テッカマンブレード（相羽孝三）
- ロビンフッドの大冒険（いかづちのビッグ〈リチャード1世〉）

1993年
- 無責任艦長タイラー（ミフネ中将）

1994年
- 機動武闘伝Gガンダム（キラル・メキレル）

1995年
- 新世紀エヴァンゲリオン（キール・ローレンツ）

1996年
- いじわるばあさん（伊知割順一）
- 快傑ゾロ（ゲオルグ）
- 怪盗セイント・テール（虎畑）
- こどものおもちゃ（ゲイリー・ハミルトン）
- 忍たま乱太郎（1996年 - 2000年、ハラタケ城の家老、忍者、くせ者）
- ハーメルンのバイオリン弾き（レシク、ナレーション）
- 名探偵コナン（1996年 - 2021年、荻野智也の父、鯨井定雄、酒見佑三、安岡克成、常駐の警官）
- るろうに剣心 -明治剣客浪漫譚-（柴田）

1997年
- クレヨンしんちゃん（1997年 - 、大原四十郎〈2代目〉）

1998年
- EAT-MAN'98（署長）
- DTエイトロン（長老）
- MASTERキートン（ヴィクトール）

1999年
- 金田一少年の事件簿（黒塚和成）
- 週刊ストーリーランド（1999年 - 2001年、ナレーション、半兵衛、勘太、社長）
- 星界の紋章（フェブダーシュ前男爵）
- 仙界伝 封神演義（姫昌）
- セイバーマリオネットJ to X（鉄面皇武璋）
- それゆけ!宇宙戦艦ヤマモト・ヨーコ（ゼンガー）
- どっきりドクター（ニセ江里口武）
- ベターマン（ブラフマン、魔門）
- 未来少年コナンII タイガアドベンチャー（モア博士）

2000年
- 幻想魔伝 最遊記（天帝）
- コレクター・ユイ（犬養博士、グロッサー）

2001年
- 犬夜叉（和尚〈蜘蛛頭〉）
- ヴァンドレッド the second stage（グラン・パ）
- グラップラー刃牙（愚地独歩）
- サイボーグ009 THE CYBORG SOLDIER（アイザック・ギルモア）
- The Soul Taker 〜魂狩〜（時逆大悟）
- 神鵰侠侶 コンドルヒーロー（周伯通）
- ナジカ電撃作戦（ラッセ・プント）
- バビル2世（ヨミ）
- 魔法戦士リウイ（カーウェス）

2002年
- OVERMANキングゲイナー（マンマン）
- 奇鋼仙女ロウラン（粕屋）
- SAMURAI DEEPER KYO（師匠）
- 七人のナナ（鈴木六造）
- 真・女神転生Dチルドレン ライト&ダーク（ベルセルク）
- プリンセスチュチュ（カロン）
- ボンバーマンジェッターズ（2002年 - 2003年、総統バグラー）

2003年
- PAPUWA（イトウ、カムイ）
- 魔法遣いに大切なこと（高橋和夫）

2004年
- 今日からマ王!（マキシーン）
- ごくせん（会長）
- 月詠 -MOON PHASE-（御堂竜平）
- 鉄人28号（第4作）（山岸博士）
- B-伝説! バトルビーダマン（マーダビィ）
- 光と水のダフネ（水樹翔）
- モンキーターン（古池勘一） - 2シリーズ
- RAGNAROK THE ANIMATION（バフォメット）
- 流星戦隊ムスメット（ジョルジュ・フジミ）

2005年
- ああっ女神さまっ（2005年 - 2006年、越庵和尚） - 2シリーズ
- エレメンタル ジェレイド（聖職者マール）
- ギャラリーフェイク（榊原南山）
- 交響詩篇エウレカセブン（ブラヤ）
- バジリスク 〜甲賀忍法帖〜（南光坊天海、霞蓮部）
- パタリロ西遊記!（氏神、両全老人）
- ハチミツとクローバー（庄田教授）
- ぱにぽにだっしゅ!（エイリアン艦長、ズーラ）
- ブラック・ジャック（永湖清水）
- 遊☆戯☆王デュエルモンスターズGX（影丸）
- 雪の女王（傘屋のおやじ、長老トロル）
- ロックマンエグゼStream（カルダモン）

2006年
- いぬかみっ!（邪星）
- ケロロ軍曹（2006年 - 2010年、ボブ、グロング）
- 少年陰陽師（安倍晴明）
- スーパーロボット大戦OG -ディバイン・ウォーズ-（ケンゾウ・コバヤシ）
- 奏光のストレイン（クレイヴン）
- 蒼天の拳（霞羅門）
- ネギま!?（ナレーション）※第25話のサブタイトル題字と提供イラストも担当
- 爆球Hit! クラッシュビーダマン（鳥賀教授）
- 貧乏姉妹物語（林源三）
- BLACK BLOOD BROTHERS（張雷考）
- ワンワンセレプー それゆけ!徹之進（源さん）

2007年
- 機神大戦ギガンティック・フォーミュラ（大統領）
- 結界師（和尚）
- ゼロの使い魔 〜双月の騎士〜（リッシュモン）
- 爆丸バトルブローラーズ（ラオフー）
- まじめにふまじめ かいけつゾロリ（縦縞サブロク）
- MOONLIGHT MILE 1stシーズン -Lift off-（アフマド）

2008年
- 仮面のメイドガイ（大富士原全重郎）
- 喰霊 -零-（諫山奈落）
- 銀魂（おじいさん）
- ゴルゴ13（リチャード）
- ストライクウィッチーズ（2008年 - 2010年、杉田艦長） - 2シリーズ
- さよなら絶望先生 シリーズ（2008年 - 2009年、芽留の父） - 2シリーズ / 懺・第3話のイラストも担当
- BUS GAMER（柳田）

2009年
- うみねこのなく頃に（右代宮金蔵）
- CANAAN（老人〈双子・兄〉）
- クロスゲーム（大久保横道〈謎のおじいさん〉）
- ゲゲゲの鬼太郎（第5作）（だるま）
- 夏のあらし!（ナレーション）
- ねぎぼうずのあさたろう（こしあん和尚）
- フレッシュプリキュア!（源吉）
- WHITE ALBUM（三角）

2010年
- 海月姫（鯉淵慶一郎）
- スーパーロボット大戦OG -ジ・インスペクター-（ケンゾウ・コバヤシ）

2011年
- THE IDOLM@STER（新堂）
- テレビまんが 昭和物語
- 日常（和尚）
- まじっく快斗（執事）

2012年
- 織田信奈の野望（斎藤道三）
- たまごっち!（万年筆っち）
- ONE PIECE（2012年 - 2024年、タマゴ男爵 / ヒヨコ子爵 / ニワトリ伯爵）

2013年
- 宇宙戦艦ヤマト2199（徳川彦左衛門）※2012年劇場先行公開
- 超速変形ジャイロゼッター（美輪カクセイ）
- ドキドキ!プリキュア（四葉一郎）
- トリコ（光才老）
- 八犬伝―東方八犬異聞―（明光）
- まおゆう魔王勇者（司教）
- 勇者になれなかった俺はしぶしぶ就職を決意しました。（ヒラマツ老人）

2014年
- M3〜ソノ黒キ鋼〜（政府高官）
- スペース☆ダンディ（Dr.H）
- 東京ESP（助三郎）
- ノーゲーム・ノーライフ（初瀬いの）

2015年
- ナノ・インベーダーズ（ゼロ）
- 美男高校地球防衛部LOVE!（2015年 - 2018年、ウォンバット、俵山満願） - 3シリーズ
- 落第騎士の英雄譚（南郷寅次郎）

2016年
- Re:ゼロから始める異世界生活（2016年 - 2021年、ロム爺） - 2シリーズ / 2020年に第1期新編集版が放送
- エンドライド（カスティナ）
- カミワザ・ワンダ（2016年 - 2017年、バグデス）
- 機動戦士ガンダム 鉄血のオルフェンズ（2016年 - 2017年、蒔苗東護ノ介） - 2シリーズ
- シュヴァルツェスマーケン（フランツ・ハイム）
- ねじ巻き精霊戦記 天鏡のアルデラミン（アナライ・カーン）
- 舟を編む（松本朋佑）
- マジきゅんっ!ルネッサンス（帯刀研太郎）

2017年
- 終末なにしてますか? 忙しいですか? 救ってもらっていいですか?（スウォン・カンデル / 大賢者、ナレーション）
- カブキブ!（小澤静寂）
- ID-0（白眉有楽翁）
- 有頂天家族2（菖蒲池画伯）
- バチカン奇跡調査官（ヨハネス・サントス司祭）
- 戦姫絶唱シンフォギア シリーズ（2017年 - 2019年、風鳴訃堂） - 2シリーズ
- モンスターハンター ストーリーズ RIDE ON（ポロックの孫）
- ナイツ&マジック（ガイスカ・ヨーハンソン）
- 妖怪アパートの幽雅な日常（又十郎）
- キノの旅 -the Beautiful World- the Animated Series（山賊の長老）

2018年
- Fate/EXTRA Last Encore（ダン・ブラックモア）
- バジリスク 〜桜花忍法帖〜（天海）
- ポプテピピック（2018年 - 2022年、キングB、ピピ美〈第9話Bパート〉） - 2シリーズ
- ハイスクールD×D HERO（初代孫悟空）
- バキ（2018年 - 2020年、徳永光成） - 2シリーズ
- レイトン ミステリー探偵社 〜カトリーのナゾトキファイル〜（デルモナ学長）

2019年
- どろろ（ナレーション）
- Fairy gone フェアリーゴーン（カイン・ディスタロル） - 2シリーズ
- KING OF PRISM -Shiny Seven Stars-（太刀花雪翁）
- RobiHachi（ハッコーネのドン）
- 胡蝶綺 〜若き信長〜（平手政秀）
- Dr.STONE（2019年 - 2025年、カセキ） - 6シリーズ + 特別編
- キャロル&チューズデイ（大家さん）
- PSYCHO-PASS サイコパス 3（法斑却一郎）

2020年
- はてな☆イリュージョン（翁）
- 白猫プロジェクト ZERO CHRONICLE（側近）
- 呪術廻戦（2020年 - 2023年、楽巌寺嘉伸） - 2シリーズ

2021年
- はたらく細胞!!（毛母細胞・長老）
- バクテン!!（校長）
- 現実主義勇者の王国再建記（2021年 - 2022年、アルベルト・エルフリーデン） - 2シリーズ
- ピーチボーイリバーサイド（樹鬼）
- かげきしょうじょ!!（白川歌鷗）
- テスラノート（根来甚吾）

2022年
- 忍の一時（児雷坊十全）
- 虫かぶり姫（ニコラ・レッツィ博士）
- ジョジョの奇妙な冒険 ストーンオーシャン（ケンゾー）
- 陰の実力者になりたくて!（2022年 - 2023年、ネルソン）

2023年
- 英雄王、武を極めるため転生す 〜そして、世界最強の見習い騎士♀〜（老王イングリス、ナレーション）
- 魔王学院の不適合者 II 〜史上最強の魔王の始祖、転生して子孫たちの学校へ通う〜（教育の大樹エニユニエン）
- ヴィンランド・サガ（スヴェルケル）
- 地獄楽（里の長）
- マッシュル-MASHLE-（2023年 - 2024年、ウォールバーグ校長） - 2シリーズ
- ふしぎ駄菓子屋 銭天堂（迷い屋不動産主人）
- 贄姫と獣の王（カペル）
- はたらく魔王さま!!（統一蒼帝）
- ビックリメン（工場長 / スーパーゼウス）
- 冒険者になりたいと都に出て行った娘がSランクになってた（エストガル大公）

2024年
- 異世界でもふもふなでなでするためにがんばってます。（森の主）
- バーテンダー 神のグラス（来島泰三）
- 黒執事（2024年 - 2025年、タナカ） - 2シリーズ
- FAIRY TAIL 100年クエスト（エレフセリア）
- 異世界失格（ブリアード）

### 劇場アニメ
1980年
- ヤマトよ永遠に（カザン）

1981年
- 劇場版 宇宙戦士バルディオス（デグラス）
- 機動戦士ガンダム（ロス）
- シリウスの伝説
- 世界名作童話 白鳥の湖（アドルフ）

1982年
- あさりちゃん 愛のメルヘン少女（使者）
- 戦国魔神ゴーショーグン（男）
- FUTURE WAR 198X年
- わが青春のアルカディア

1983年
- うる星やつら オンリー・ユー（ラム艦艦長）
- 幻魔大戦（オライリー署長）
- Dr.スランプ アラレちゃん ほよよ!世界一周大レース
- まんがイソップ物語

1984年
- 風の谷のナウシカ（ペジテ市長）

1986年
- うる星やつら4 ラム・ザ・フォーエバー（面堂の父）

1997年
- 新世紀エヴァンゲリオン劇場版 シト新生 / Air/まごころを、君に（キール・ローレンツ） - 2作品

2002年
- パルムの樹（ゲリラ隊長）

2006年
- 銀色の髪のアギト（なべ親父）
- 鉄コン筋クリート（組長）

2007年
- ヱヴァンゲリヲン新劇場版:序（キール・ローレンツ）
- 鉄人28号 白昼の残月（山岸弁護士）

2008年
- スカイ・クロラ The Sky Crawlers（山極麦朗）

2009年
- ヱヴァンゲリヲン新劇場版:破（キール・ローレンツ）
- 交響詩篇エウレカセブン ポケットが虹でいっぱい（ブラヤ・マッティングリー）

2012年
- 花の詩女 ゴティックメード（メロウラのシン・ファイア、シワルベ艦内アナウンス）
- ヱヴァンゲリヲン新劇場版:Q（キール・ローレンツ）

2013年
- キャプテンハーロック -SPACE PIRATE CAPTAIN HARLOCK-（艦隊司令）

2014年
- 宇宙戦艦ヤマト2199 星巡る方舟（徳川彦左衛門）
- 劇場版 TIGER & BUNNY -The Rising-（ジョニー・ウォン）

2015年
- 攻殻機動隊 新劇場版（ロバート・リー）

2017年
- 夜は短し歩けよ乙女（李白）
- 交響詩篇エウレカセブン ハイエボリューション1（ツエイ・ブラヤ）
- 劇場版 はいからさんが通る（2017年 - 2018年、御前） - 前後編

2020年
- PSYCHO-PASS サイコパス 3 FIRST INSPECTOR（法斑劫一郎）
- 劇場版 ヴァイオレット・エヴァーガーデン（老人）
- BURN THE WITCH（ウルフギャング・スラッシュハウト）

2022年
- 劇場版 転生したらスライムだった件 紅蓮の絆編（ヴィオレの執事）

2023年
- 劇場版 PSYCHO-PASS サイコパス PROVIDENCE（法斑劫一郎）

2024年
- 範馬刃牙VSケンガンアシュラ（徳川光成）

### OVA
1985年
- ダーティペアの大勝負 ノーランディアの謎（WWA上司）

1986年
- 機甲界ガリアン 天空の章（ビルセン）

1988年
- めぞん一刻 〜移りゆく季節の中で〜（三鷹の叔父）

1989年
- うる星やつら 電気仕掛けの御庭番（面堂の父）
- うる星やつら ヤギさんとチーズ（面堂の父）

1990年
- 魔物ハンター妖子（魔界の声）
- 機動警察パトレイバー NEW OVA（函館）

1991年
- 恐怖新聞（竹ノ市）
- JINGI 仁義（砂組組長）
- ドラゴンナイト（ドラゴンナイト総統）
- 夢枕獏 とわいらいと劇場 骨董屋（織田）

1992年
- ウルフガイ（林石隆）
- 銀河英雄伝説（オーブリー・コクラン）
- 世界の光 親鸞聖人（慈鎮和尚、親鸞〈壮年期〉）
- 魔物ハンター妖子2（温羅）

1993年
- 紺碧の艦隊（1993年 - 2003年、ナレーション、富森正因、劉邦）

1994年
- I・Я・I・A ZЁIЯAM THE ANIMATION（プットゥバヤ）

1995年
- ジャイアントロボ THE ANIMATION -地球が静止する日（1995年 - 1998年、激動たるカワラザキ）
- 沈黙の艦隊（山中栄治）

1996年
- KI・ME・RA（ギンズ）
- ブラック・ジャック（種田三郎左右衛門）

1997年
- 旭日の艦隊（1997年 - 2001年、富森正因、カール・トルッペル、ハーン大使）

1998年
- KITE LIBERATOR（雨津都呂九郎）
- ゴルゴ13〜QUEEN BEE〜（ゴメス将軍）
- 真ゲッターロボ 世界最後の日（早乙女博士）

2000年
- からくりの君（文渡久重、ナレーション）
- ブラック・ジャック（種田）

2001年
- ジョジョの奇妙な冒険 ADVENTURE（J・ガイル）

2002年
- 七人のナナ（鈴木六造）
- ヴァンドレッド 激闘篇（グラン・パ）

2006年
- 貧乏姉妹物語（林源三〈大家さん〉）

2008年
- ルパン三世 GREEN vs RED（紅屋の主人）

2009年
- 魔法先生ネギま! 〜もうひとつの世界〜（メルディアナ魔法学校長）

2012年
- THE IDOLM@STER SHINY FESTA ファンキーノート（新堂）

2017年
- 美男高校地球防衛部LOVE!LOVE!LOVE!（ウォンバット）

### Webアニメ
2008年
- 亡念のザムド（ゼーゲンドォ）

2015年
- ニンジャスレイヤー フロムアニメイシヨン（ナラク・ニンジャ）

2016年
- 佐賀県を巡るアニメーション「約束の器 有田の初恋」（老人）

2018年
- A.I.C.O. Incarnation（桐生藤吾）
- あるゾンビ少女の災難（寮管理人・三宅）
- ちちぶでぶちち（西武鉄造）
- 紅き大魚の伝説（リンポー）

2019年
- モンスターストライク（初代国王）
- ケンガンアシュラ（長老）

2022年
- テルマエ・ロマエ ノヴァエ（アポロドロス）

2023年
- ルパン三世VSキャッツ・アイ（永石定嗣）
- 範馬刃牙（徳永光成）

### ゲーム
1996年
- ドラゴンフォース（ノルン）
- モータルコンバット3（ナレーション）

1997年
- ロックマンX4（シグマ）

1998年
- 時空探偵DD2 叛逆のアプサラル（ブリック・ヒッズ）
- ゼノギアス（グラーフ、カーン）
- ドラゴンフォースII -神去りし大地に-（ダリオ）

1999年
- ヴァルキリープロファイル（ガノッサ、ジェイクリーナスの父、ロレンタの夫）
- エースコンバット3（ギルバート・パーク）
- 新世紀エヴァンゲリオン（キール・ローレンツ）
- Heart of Darkness（Master of Darkness）

2000年
- アジト3（黒十字総統、ガラガランダ、ヒルカメレオン、ゴア 他）
- SDガンダム GGENERATION（2000年 - 2025年、クラックス・ドゥガチ〈SPIRITS - 〉、キラル・メキレル、Dr.ペルゲ、蘊・奥、蒔苗東護ノ介） - 7作品
- エターナルアルカディア（ドラクマ）
- スキャンダル（ハエジマ）
- ポポロクロイス物語II（サボー、ラダック仙人）

2001年
- 犬夜叉（蜘蛛頭 / 和尚）
- グローランサーIII（ゲルハルト・オーヴェル）
- ジャック×ダクスター 旧世界の遺産（赤の賢者）
- スカイガンナー（ヴァントル）
- スタートリングアドベンチャーズ 空想3×大冒険（神主）
- みんなのGOLF 3（ゴンゾウ）
- ロックマンX6（シグマ）

2002年
- スター・ウォーズ ギャラクティック・バトルグラウンド（ドゥークー伯爵）
- ポポロクロイス はじまりの冒険（サボー）

2003年
- ゲゲゲの鬼太郎 異聞妖怪奇譚
- 新世紀エヴァンゲリオン2（キール・ローレンツ）
- 信長の野望Online（上杉謙信、武田信玄、北条氏康 他）
- みんなのGOLF 4（ゴンゾウ）
- ロックマンX7（シグマ、アルス、スナイプ・アリクイック）

2004年
- 宇宙戦艦ヤマト イスカンダルへの追憶（クーギス）
- スーパーロボット大戦MX（キラル・メキレル）
- ポポロクロイス 月の掟の冒険（サボー）

2005年
- イレギュラーハンターX（シグマ）
- 宇宙戦艦ヤマト 暗黒星団帝国の逆襲（カザン）
- 宇宙戦艦ヤマト 二重銀河の崩壊（カザン）
- CROSS WORLD 見知らぬ空のエターティア（ゼム・アーリア）
- 新世紀勇者大戦（那由他ガイ）
- スーパーロボット大戦MX ポータブル（キラル・メキレル）
- ロックマンX8（シグマ、VAVA）

2006年
- ヴァルキリープロファイル レナス（ガノッサ、ジェイクリーナスの父、ロレンタの夫）
- GALAXY ANGEL II 絶対領域の扉（ヴェレル）
- 幻想水滸伝V（マルスカール・ゴドウィン）
- 新世紀エヴァンゲリオン2 造られしセカイ -another cases-（キール・ローレンツ）

2007年
- 四八（仮） -SHIJU HACHI-
- 新世紀エヴァンゲリオン バトルオーケストラ（キール・ローレンツ）
- ロストオデッセイ（ロクシアン）

2008年
- ケイン&リンチ デッドメン（リンチ）
- ゴッド・オブ・ウォー 落日の悲愴曲（カロン）
- テイルズ オブ ハーツ（ゼクス・メテオライト）
- バイオショック（サンダー・コーエン）

2009年
- 仮面のメイドガイ ボヨヨンバトルロワイアル（大富士原全重郎）
- 新世紀エヴァンゲリオン バトルオーケストラ PORTABLE（キール・ローレンツ）

2010年
- うみねこのなく頃に 〜魔女と推理の輪舞曲〜（右代宮金蔵）
- キャッスルヴァニア ロード オブ シャドウ（ゾベック）
- 二ノ国 漆黒の魔導士（古の木）
- 天神乱漫 Happy Go Lucky!!（千歳眞一郎）
- Fate/EXTRA（ダン・ブラックモア）
- METAL GEAR SOLID PEACE WALKER（コールドマン）

2011年
- うみねこのなく頃に散 〜真実と幻想の夜想曲〜（右代宮金蔵）
- 機動戦士ガンダム エクストリームバーサス（2011年 - 2016年、クラックス・ドゥガチ） - 4作品
- クレヨンしんちゃん 宇宙DEアチョー!? 友情のおバカラテ!!
- コール オブ デューティ モダン・ウォーフェア3（マキシム・“ヴォルク”・フリステンコ）
- 戦律のストラタス（鷹乃巣巌）
- 第2次スーパーロボット大戦Z 破界篇 / 再世篇（2011年 - 2012年、早乙女博士） - 2作品
- テイルズ オブ エクシリア（ローエン・J・イルベルト）

2012年
- Kinect ラッシュ: ディズニー/ピクサー アドベンチャー（ジャンゴ）
- Confidential Money 〜300日で3000万ドル稼ぐ方法〜（ドナルド・マーティン）
- STARHAWK（ジョナス・クレイトン市長）
- テイルズ オブ エクシリア2（ローエン・J・イルベルト）
- デビルサマナー ソウルハッカーズ（レッドマン）
- マックス アナーキー（ダグラス・ウィリアムスバーグ）
- コール オブ デューティ ブラックオプス2（サルバトーレ・デルーカ）

2013年
- 真・女神転生IV
- テイルズ オブ ハーツ R（ゼクス・メテオライト）
- メタルギア ライジング リベンジェンス（ドクトル）
- ソニック ロストワールド（マスター・ジーク）

2014年
- グランブルーファンタジー（2014年 - 2023年、キハール）
- VANITY of VANITIES（任我行）
- ガールフレンド（仮）（悪七夕男）
- BioShock Infinite（サンダー・コーエン） - DLC
- ONE PIECE 超グランドバトル! X（タマゴ男爵）

2015年
- PROJECT X ZONE 2:BRAVE NEW WORLD（シグマ）
- LEGO マーベル スーパー・ヒーローズ ザ・ゲーム（プロフェッサーX、アボミネーション）

2016年
- エンドライド -X fragments-（カスティナ）
- 真・女神転生IV FINAL（YHVH）
- 果つることなき未来ヨリ（リンシン・アルフォンゾ）
- 星のカービィ ロボボプラネット（プレジデント・ハルトマン）

2017年
- スーパーロボット大戦V（クラックス・ドゥガチ、早乙女博士、徳川彦左衛門）

2018年
- スターオーシャン:アナムネシス（ガノッサ）
- ドラゴンクエスト ライバルズ（ロウ）
- トリプルモンスターズ（オスカー）
- ブレイドスマッシュ（天童老師）
- 機動戦士ガンダム エクストリームバーサス2（2018年 - 2023年、クラックス・ドゥガチ） - 3作品
- 鬼武者（ナレーション）

2019年
- テイルズ オブ ザ レイズ（ローエン）
- スーパーロボット大戦T（クラックス・ドゥガチ、早乙女博士）
- ドラゴンクエストXI 過ぎ去りし時を求めて S（ロウ）

2020年
- スーパーロボット大戦DD（早乙女博士）
- ロックマンX DiVE（2020年 - 2022年、シグマ）
- 機動戦隊アイアンサーガ（早乙女博士）

2021年
- うみねこのなく頃に咲 〜猫箱と夢想の交響曲〜（右代宮金蔵）
- Re:ゼロから始める異世界生活 偽りの王選候補（ロム爺）
- モンスターハンターライズ（ハモン）

2022年
- 乙女ゲームの破滅フラグしかない悪役令嬢に転生してしまった… 〜波乱を呼ぶ海賊〜（セット・ノーディン）
- バキ KING OF SOULS（徳川光成）
- ストレンジャー オブ パラダイス ファイナルファンタジー オリジン（コーネリア王）
- 北斗の拳 LEGENDS ReVIVE（赤鯱）
- ライブアライブ（お館様、ウラヌス）
- 機動戦士ガンダム 鉄血のオルフェンズG（蒔苗東護ノ介）

2023年
- 星のカービィ Wii デラックス（なりきりおめん〈プレジデント・ハルトマン〉）
- BATSUGUN EXAレーベル（ロム・シュナイダー）

2024年
- 呪術廻戦 戦華双乱（楽巌寺嘉伸）
- Stellar Blade（オルカル）
- 聖剣伝説 VISIONS of MANA（トレント）

2025年
- 龍が如く8外伝 Pirates in Hawaii（スペイド・タッカー）

### ドラマCD
- THE IDOLM@STER DRAMA NEW STAGE 02（新堂）
- アリソン（ワルター・マクミラン中佐）
- Weiß kreuz Glühen II Theater Of Pain（マデュレイラ）
- カミヨミ（近円寺翁）
- ドラマCD 黒執事（タナカ）
- 恋の花
- 極道シリーズ（大下）
  - 極道はスーツを引き裂く
  - 極道はスーツに刻印する
- Sound Drama Fate/EXTRA 第二章「強きもの弱きもの」（ダン・ブラックモア）
- 地獄堂霊界通信（おやじ）※コミックス第6巻ドラマCD付き特装版[126]
- 少年陰陽師（安倍晴明〈じい様〉）
- D・N・ANGEL WINKシリーズ（冴原警部・丹羽大樹〈40年前〉）
- ニンジャスレイヤー ザイバツ強襲!（ナラク・ニンジャ[127]）
- 覇王大系リューナイト CDシネマ「ティア・ダナーンの闘い」（ミランダ）
- P.S.すりーさん（ナレーション）
- 貧乏姉妹物語（林源三）
- 魔法戦士リウイ（カーウェス）
- やさしい竜の殺し方外伝（水の長老・壊流のフラムスチード）

### 吹き替え

#### 担当俳優
ウィリアム・フォーサイス
- アウト・フォー・ジャスティス（リッチー・マダーノ）※テレビ朝日版
- ザ・ロック（アーネスト・パクストンFBI局長）※テレビ朝日版
- 地獄の爆走戦士・復讐の殺人マシーン（ピギロン）
- 新・アンタッチャブル（アル・カポネ）
- ストーン・コールド（アイス）
- デンバーに死す時（フランチャイズ）
- ブルー・ストリーク（ハードキャッスル）
- ワンス・アポン・ア・タイム・イン・アメリカ（コックアイ）※テレビ朝日版

ウェス・ステュディ
- ザ・グリード（ハノーバー）※テレビ朝日版
- ジェロニモ（ジェロニモ）
- ストリートファイター（ビクター・サガット）
- ラスト・オブ・モヒカン（マグア）※VHS版

ダニー・グローヴァー
- シルバラード（マル）※フジテレビ版
- スイッチバック 追跡者（ボブ・グッドール）
- レインメーカー（タイロン・キプラー判事）

ティム・カリー
- 三銃士（リシュリュー枢機卿）※ソフト版
- スティーブン・キングのIT/イット（ペニー・ワイズ）※NHK版
- ホット・ネイビー/カリブ海イケイケ大作戦（ヴラディコフ少佐）

テリー・オクィン
- HAWAII FIVE-0（ジョー・ホワイト）
- ブラックリスト リデンプション（ハワード・ハーグレイヴ）
- LOST（ジョン・ロック）

デルロイ・リンドー
- コンゴ（ワンタ大尉）※フジテレビ版
- 普通じゃない（ジャクソン）※テレビ朝日版
- 身代金（ホーキンス捜査官）※日本テレビ版
- ラスト・キャッスル（ホイラーン准将）

パトリック・スチュワート
- X-MENシリーズ（チャールズ・エグゼビア / プロフェッサーX）
  - X-メン ※テレビ朝日版
  - X-MEN2 ※テレビ朝日版
  - X-MEN:ファイナル ディシジョン ※テレビ朝日版
  - LOGAN/ローガン

- ガンメン（ピーター・ルーミス）
- キャッスルヴァニア ロード オブ シャドウ（ゾベック）
- クエスト・オブ・キング 魔法使いと4人の騎士（マーリン）
- ジェラルド・バトラー in THE GAME OF LIVES（デント・マックスキミング）
- ジミー・ニュートロン 僕は天才発明家!（キング・グーボット）
- スタートレックシリーズ（ジャン＝リュック・ピカード）※2代目
  - 新スタートレック
  - スタートレック:ディープ・スペース・ナイン
  - スタートレック ジェネレーションズ
  - スタートレック ファーストコンタクト
  - スタートレック 叛乱
  - ネメシス/S.T.X
  - スタートレック:ピカード

- チャーリーズ・エンジェル（ジョン・ボスレー）
- テロリスト・ゲーム（マルコム・フィルポット）※VHS版
- ドクター・ストレンジ/マルチバース・オブ・マッドネス（チャールズ・エグゼビア教授）
- ドラゴンハート 〜新章: 戦士の誕生〜（ドラゴ）
- ミステリアス・アイランド（ネモ船長）

ピート・ポスルスウェイト
- アミスタッド（ホラバード）
- エイリアン3（デヴィッド）※テレビ朝日版
- シッピング・ニュース（タート）
- ジャイアント・ピーチ（老人）
- タイタンの戦い（老父スピローズ）※テレビ朝日版
- ロスト・ワールド/ジュラシック・パーク（ローランド・テンボ）

ブライアン・デネヒー
- 壊滅暴風圏/カテゴリー6（アンディ・グッドマン）※テレビ東京版
- チャレンジャー号 73秒の真実（ロジャース委員長）
- デイワン/最終兵器の覚醒（レズリー・グローヴス）
- リゾーリ&アイルズ ヒロインたちの捜査線（ケニー）
- レミーのおいしいレストラン（ジャンゴ）

ヘクター・エリゾンド
- プリティ・ウーマン（バーニー・トンプソン）※テレビ朝日版
- プリティ・プリンセス（ジョー）
- プリティ・プリンセス2/ロイヤル・ウェディング（ジョー）
- リバイアサン（コッブ）※テレビ朝日版

ベン・キングズレー
- エンダーのゲーム（メイザー・ラッカム）
- ザ・ウォーク（パパ・ルディ）
- サンダーバード（ザ・フッド）
- スティールワールド（ロビン・スマイス）
- 砂と霧の家（ベラーニ）
- ディクテーター 身元不明でニューヨーク（タミール）
- マーベル・シネマティック・ユニバース
  - アイアンマン3（トレヴァー・スラッテリー / マンダリン）
  - シャン・チー/テン・リングスの伝説（トレヴァー・スラッタリー）

マイケル・アイアンサイド
- V（ハム・タイラー）※日本テレビ版
- V2〜ビジターの逆襲（ハム・タイラー）※日本テレビ版
- クローン・デイ/J-2.0（フランク・ドナヒュー）
- トータル・リコール（リクター）※機内上映版
- トップガン（ジェスター）※フジテレビ版
- ハイランダー2 甦る戦士（カターナ将軍）※VHS版
- マクベイン（フランク・ブルース）※日本テレビ版

ランス・ヘンリクセン
- エイリアン2（ビショップ）※劇場公開版
- エイリアン3（ビショップ）※劇場公開版
- クイック&デッド（エース・ハンロン）※テレビ朝日版
- ザ・トゥルーロマンス（指導者）
- 未確認生命体 MAX（ジャレット博士）

ルイス・ゴセット・ジュニア
- アイアン・イーグル4（チャッピー）※テレビ東京版
- ER緊急救命室 シーズン15 #15（レオ・マルコム）
- ブルー きみは大丈夫（ルイス）
- 暴力教室'88（ジェイク）
- モノリス（マック）

ロバート・デヴィ
- ゴリラ（マックス・ケラー）※テレビ朝日版
- ダイ・ハード（ジョンソンFBI捜査官）※テレビ朝日版
- 007/消されたライセンス（フランツ・サンチェス）※ANA機内上映版・TBS版・テレビ朝日版
- ビバリーヒルズを乗っ取れ!（バット・マスターソン）※テレビ東京版
- ハードネス（クレーン）※テレビ東京版

#### 映画
- アーサーと魔王マルタザールの逆襲
- アーサーとミニモイの不思議な国（フェリーマン〈エミリオ・エステベス〉、旅行代理業者〈チャズ・パルミンテリ〉）
- アーネスト式プロポーズ（チャジュブル〈トム・ウィルキンソン〉）
- 愛と死の間で（コジー・カーライル〈ロビン・ウィリアムズ〉）※ソフト版
- 愛を殺さないで（ジェームズ・ウバンスキー〈ブルース・ウィリス〉）
- 明日なき追撃（ウェズレー〈ボー・ホプキンス〉）
- アダムス・ファミリー（フェスター・アダムス〈クリストファー・ロイド〉）※ソフト版
- アダムス・ファミリー2（ニュースキャスター〈ピーター・グレイブス〉、警察官〈ネイサン・レイン〉）※日本テレビ版
- あなたに逢いたくて（ジーン〈ダニー・アイエロ〉）
- あなたに恋のリフレイン（ガス）
- アマロ神父の罪（ベニト神父）
- アラクノフォビア（デルバート・マクリントック〈ジョン・グッドマン〉）※ソフト版
- アラン・ドロン/私刑警察（ロジェ・スカティ〈ミシェル・セロー〉）
- イノセントマン/仕組まれた罠（ジョン・フィッツジェラルド〈バジャ・ジョラー〉）
- 今そこにある危機（アーネスト・エスコベド〈ミゲル・サンドバル〉）※テレビ朝日版
- インディ・ジョーンズ シリーズ
  - レイダース/失われたアーク《聖櫃》（カタンガ）※日本テレビ版
  - インディ・ジョーンズ/魔宮の伝説（モラ・ラム〈アムリーシュ・プリー〉）※テレビ朝日版
  - インディ・ジョーンズ/最後の聖戦（カジム）※フジテレビ版
- IN DREAMS/殺意の森（ジャック・ケイ刑事〈ポール・ギルフォイル〉）※VHS版
- 宇宙からのツタンカーメン（ブルース・セラーノ博士）
- ウワサの真相/ワグ・ザ・ドッグ（コンラッド・ブリーン〈ロバート・デ・ニーロ〉）
- 運命の扉（ロバート・ディサルヴァ）
- エア★アメリカ（バボ）※日本テレビ版
- エイリアン（パーカー〈ヤフェット・コットー〉）※テレビ朝日版
- エイリアン2（エイポーン軍曹〈アル・マシューズ〉）※テレビ朝日1989年版
- エイリアンVSヴァネッサ・パラディ（マット・ケルゾ）
- SF謎の宇宙船遭遇（フランク・ラファーティ〈ジョセフ・キャンパネラ〉、大尉）
- エニイ・ギブン・サンデー（モンテズマ・モンロー〈ジム・ブラウン〉）※ソフト版
- エネミー・ライン（ミロスラヴ・ロカー司令官〈オレク・クルパ〉[137]）※フジテレビ版
- エレクトラ（ロシ〈ケイリー＝ヒロユキ・タガワ〉）
- エンド・オブ・デイズ（ボビー・シカゴ〈ケヴィン・ポラック〉）※ソフト版
- エントラップメント（アーロン・ティボドー〈ヴィング・レイムス〉）※テレビ朝日版、（ロバート・"マック"・マクドゥガル〈ショーン・コネリー〉）※機内上映版
- OK牧場の決斗（ジョニー・リンゴ〈ジョン・アイアランド〉）※テレビ朝日新録版
- オーバー・ザ・トップ（カール・アダムス）※TBS版、（ボブ・“ブル”・ハーリー〈リック・ザムウォルト〉）※テレビ朝日版
- おじいちゃんはデブゴン（カール・マッカ）
- 男が女を愛する時（マルコム）
- 俺たちは天使じゃない（ボビー〈ジェームズ・ルッソ〉）
- カーラの結婚宣言（ジョンソン）
- 怪獣大決戦ヤンガリー（ウェンデル・ヒューズ博士）
- カサノバ（リゲット）
- 彼女を信じないでください（ヒチョルの父）
- カラーズ 天使の消えた街（ロン・デラニー〈ランディ・ブルックス〉、警官20、ヘリ1）
- カリブの嵐（ウィラード）※テレビ朝日版
- 監視（ケーキ警部補〈J・T・ウォルシュ〉）
- ガンジー（ダイヤー将軍〈エドワード・フォックス〉）※フジテレビ版
- キックボクサー（エリック・スローン）
- キックボクサー2（ジャスティン・マカイア〈ピーター・ボイル〉）※VHS版
- キャット・ピープル（ブラント刑事〈フランキー・フェイソン〉）※テレビ朝日版
- キャデラック・マン（リトル・J〈ポール・ギルフォイル〉）※VHS版
- ギャング（アル・カポネ〈ルイス・ジャンバルヴォ〉）
- キングコング（ジャック・プレスコット〈ジェフ・ブリッジス〉）※フジテレビ版
- キングサイズ（ハイマック〈イェジー・シュトゥル〉）
- グッドモーニング, ベトナム（フィリップ・ディッカーソン上級曹長〈J・T・ウォルシュ〉）※フジテレビ版
- グリーンマイル（デル〈マイケル・ジェッター〉）※フジテレビ版
- クリスマス・キャロル（現在のクリスマスの霊〈エドワード・ウッドワード〉）
- クリスマスに雪はふるの?（パパ〈ダニエル・デュヴァル〉）
- クリフハンガー（リチャード・トラヴァーズ〈レックス・リン〉）※フジテレビ版
- グレート・ウォリアーズ/欲望の剣（サマー）
- クレイジー・ピープル（サーブ）
- グローリー（ジュピター・シャーツ）※ソフト版
- クローンズ（デル・キング〈リチャード・メイサー〉）
- クロウ/飛翔伝説（トップ・ダラー〈マイケル・ウィンコット〉）※ソフト版
- クロコダイル・ダンディー（リチャード・メイスン〈マーク・ブラム〉）※機内上映版[138]
- クロコダイルの涙（ヒーリー警部補〈ティモシー・スポール〉）
- K-9/友情に輝く星（ベニー〈プルイット・テイラー・ヴィンス〉）※ソフト版
- 刑事ジョン・ブック 目撃者（ポール・シェイファー〈ジョセフ・ソマー〉）※フジテレビ版
- 刑事ニコ/法の死角（カート・ゼーガン〈ヘンリー・シルヴァ〉）※TBS版、（スキーフ）※テレビ朝日版
- 汚れなき瞳の中に（アンジェロ・スカーラッティ〈アレックス・ロッコ〉）
- 激突!キョンシー小僧VS史上最強のカンフー悪魔軍団（道士）
- ゲッタウェイ（ルディ・バトラー〈アルフレッド・レッティエリ〉）※テレビ朝日新録版
- コーンヘッズ（ハイマスター〈デイヴ・トーマス〉）
- 恋の時給は4ドル44セント（マーシュ〈ジョン・キャンディ〉）
- 荒野のドラゴン（上海ジョー〈早川明心〉）
- 氷の微笑（ガス・モラン〈ジョージ・ズンザ〉）※パイオニアLDC版・スペシャル・エディション版
- ゴッド・ギャンブラーⅡ（ダット〈ン・マンタ〉）※VHS版
- ゴッドファーザー（ドン・ヴィト・コルレオーネ〈マーロン・ブランド〉）※ソフト版
- ゴッドファーザー・サガ（ドン・ヴィト・コルレオーネ〈マーロン・ブランド〉）
- コナン・ザ・グレート（レクソール）※テレビ朝日版
- コブラ（ナイト・スラッシャー〈ブライアン・トンプソン〉）※TBS版
- コマンドー軍団2（カラスコ）
- コマンドー軍団3（ロビン・ウェズリー）
- コンタクト（テストディレクター〈タッカー・スモールウッド〉、ヴァレンシア上院議員）※テレビ東京版
- コンフェッション（ワイリー・ベニング判事〈カーメン・アルジェンツィアノ〉）
- サイバーロボ（ニール・コーリー伍長）
- サイボーグ（フェンダー・トレモロ）※VHS版
- サイレント・ワールド（ウォータース大佐）
- ザ・クレイジーズ/細菌兵器の恐怖（ペッケム大佐）
- サザン・コンフォート（ハーディン〈パワーズ・ブース〉）※毎日放送版
- ザ・スカルズ 秘密結社:権力の図式（ネイサン・ロイド〈バリー・ボストウィック〉）
- サスペリアPART2（ジョルダーニ〈グラウコ・マウリ〉）※TBS版
- 殺人課（シーナ）
- サバイバルゲーム
- ザ・ハッスル（ハワード〈ディーン・ノリス〉）
- サハラ 死の砂漠を脱出せよ（フランク・ホッパー博士〈グリン・ターマン〉）※テレビ東京版
- サハラに舞う羽根（アブー〈ジャイモン・フンスー〉）※ソフト版
- ザ・ビースト/巨大イカの逆襲（ルーカス〈ラリー・ドレイク〉）
- ザ・フラッシュ（ジェイ・アレン）※VHS版
- ザ・フラッシュ3（デズモンド・パウエル）※VHS版
- ザ・プロフェッショナル（ドン・“ピンキー”・ピンカス〈リッキー・ジェイ〉）
- サベージ・ハンター/引き裂かれた女（サニー〈ピーター・フォード〉）
- ザ・メキシカン（メキシコの警官〈ペドロ・アルメンダリス・Jr〉）※ソフト版
- サロゲート・マザー（デヴィッド・ヘンリー）
- サンダー/怒りの復讐（トマス）
- サンタリア 魔界怨霊
- 3人のゴースト（過去のゴースト）
- シェーン（ウィルスン〈ジャック・パランス〉）※テレビ東京版
- ジェヴォーダンの獣（ダプシェ侯爵）
- ジェシカおばさんの事件簿/ふたつの墓の謎（スタンフォード・ソーントン〈デヴィッド・オグデン・スティアーズ〉）
- 地獄の軍団スクワッド（ジョーンズ）
- 地獄の7人（チャーツ〈ティム・トマーソン〉）
- シティヒート（ディール・スウィフト〈リチャード・ラウンドトゥリー〉）※フジテレビ版
- 死の標的（マックス〈キース・デイヴィッド〉）※ソフト版
- 死の森（ティン〈ラウ・シウミン〉）
- 死亡遊戯（パスカル〈ダニー・イノサント〉）
- ジャスティス・リーグ:ザック・スナイダーカット（デサード〈ピーター・ギネス〉[139]）
- ジャッカルの日（ロダン大佐）※テレビ東京版
- ジャッジ・ブロンド（フィリー・バンビーノ）
- ジャングル・ブック
- ジュラシック・ワールド（ハル・オスタリー〈ジェームズ・デュモン〉）※劇場公開版
- ジョーズ'87 復讐篇（マーティン・ブロディ〈ロイ・シャイダー〉、ウィザースプーン〈メルヴィン・ヴァン・ピーブルズ〉）※テレビ朝日版
- ジョー、満月の島へ行く（ワポニ族長〈エイブ・ヴィゴダ〉）
- 処刑ライダー（ルーミス〈ランディ・クエイド〉）※テレビ朝日版
- 新・13日の金曜日（ジュニア）
- スーパーコップ90（マーヴィン・バージェス）※テレビ東京版
- 酔拳2 ※フジテレビ版
- 推定無罪（ラレン・リトル判事〈ポール・ウィンフィールド〉）※テレビ朝日版
- 推定有罪（アーマー）※NHK版
- スウォーズマン 女神伝説の章（ヤン・ゴーハン〈ヤム・サイクン〉）
- スカイキャプテン ワールド・オブ・トゥモロー（カジ〈オミッド・ジャリリ〉）
- スサミ・ストリート全員集合 〜または“パペット・フィクション”ともいう〜（スペック[140]）
- スター・ウォーズ エピソード1/ファントム・メナス（ワトー）[141]
- スター・ウォーズ エピソード2/クローンの攻撃（ワトー）
- スタークリスタル2（ブラッドフォード大統領）
- スタートレックIII ミスター・スポックを探せ!（モロー提督）※日本テレビ版
- スタートレックVI 未知の世界（ゴルコン宰相〈デビッド・ワーナー〉[27]）※VHS版、（チャン将軍〈クリストファー・プラマー〉）※ソフト版
- スティーヴ・オースティン ザ・ハンティング（ローソン〈マイケル・ホーガン〉）
- ステラ（エド・マン〈ジョン・グッドマン〉）※日本テレビ版
- スネーク・アイズ（リンカーン・タイラー〈スタン・ショウ〉）※テレビ朝日版
- スパイ・ゲーム（ハリー・ダンカン〈デヴィッド・ヘミングス〉）※テレビ東京版
- スペース・ジャム（タズマニアン・デビル）
  - ルーニー・テューンズ:バック・イン・アクション（タズマニアン・デビル）
- スモール・ソルジャーズ（アーチャー〈フランク・ランジェラ〉）※VHS版、（リンク・スタティック〈ブルース・ダーン〉）※日本テレビ版
- ゼイリブ（浮浪者〈ジョージ・フラワー〉）
- セレナ（エイブラハム・キンターニヤ）
- 戦火の勇気（トニー・ガートナー〈スコット・グレン〉）※ソフト版
- ソウル・フード（ウィリアムズ牧師）
- 続・荒野の1ドル銀貨（パコ・フェンテス〈ジョージ・マーティン〉）※テレビ東京版
- ゾンゲリア（ドッブス〈ジャック・アルバートソン〉[142]）
- ダーククリスタル ※NHK-BS版
- ダークシティ（ミスター・ブック〈イアン・リチャードソン〉）※フジテレビ版
- 大狂乱（アレックス・コヴァック〈ジョン・ヴォイト〉）
- タイトロープ（モリナーリ〈ダン・ヘダヤ〉）※テレビ朝日版
- ダイ・ハード2（アル・パウエル巡査部長〈レジナルド・ヴェルジョンソン〉）※ソフト版、（グラント少佐〈ジョン・エイモス〉）※テレビ朝日版
- タイム・ソルジャーズ/愛は時空を超えて（フォン〈ユン・ワー〉）
- タイムボンバー（サンチェス刑事）※VHS版
- 黄昏のチャイナタウン（ミッキー・ナイス〈ルーベン・ブラデス〉）
- タトゥー（ミンクス警部補〈クリスチャン・レドル〉）
- 007シリーズ
  - 女王陛下の007（エルンスト・スタヴロ・ブロフェルド〈テリー・サバラス〉）※ソフト版
  - 007/ダイヤモンドは永遠に（ウィラード・ホワイト〈ジミー・ディーン〉）※TBS新録版
  - 007/私を愛したスパイ（カール・ストロンバーグ〈クルト・ユルゲンス〉）※ソフト版
- タワーリング・インフェルノ（ハリー・ジャーニガン〈O・J・シンプソン〉）※日本テレビ版
- ダンス・ウィズ・ウルブズ（ティモンズ〈ロバート・パストレリ〉）※ソフト版
- ダンテズ・ピーク（ターナー保安官）※テレビ朝日版
- チーター/三人とチーター友情物語（アブドラ）
- 血まみれギャングママ（アーサー・バーカー）
- ツインズ（ビートルート・マッキンレー）※テレビ朝日版
- デアデビル（ファロン）
- D.N.A./ドクター・モローの島（ハイエナ）※テレビ朝日版
- ディープ・インパクト（ミハイル・タルチンスキー〈アレクサンドル・バルーエフ〉）
- ディープシャーク（ヴォルコフ）
- ティーン・エージェント（ヘイウッド）
- 帝王伝説（ウェルドン〈ウェイン・ニュートン〉）
- デイズ・オブ・サンダー（ティム・ダランド〈ランディ・クエイド〉）※TBS版
- テイラー・オブ・パナマ（ペニー叔父さん〈ハロルド・ピンター〉）
- テキーラ・サンライズ（エスカランテ “カルロス”〈ラウル・ジュリア〉）※ソフト版
- デスペラード（バーテンダー〈チーチ・マリン〉）※テレビ朝日版
- デッドフォール（レカン〈ブライオン・ジェームズ〉）※テレビ朝日版
- デッドライン 報復の導火線（ルイス〈ルトガー・ハウアー〉）
- デューン/砂の惑星（パイター・ド・ブリース〈ブラッド・ドゥーリフ〉）※日本テレビ版
- デュエリスト/決闘者（ガブリエル・フェロー〈ハーヴェイ・カイテル〉）
- デルタ・フォース・コマンド 暁の奪還
- トータル・フィアーズ（リチャード・ドレスラー〈アラン・ベイツ〉）※ソフト版
- トータル・リコール（ジョージ〈マーシャル・ベル〉）※テレビ朝日版
- ドクター・スリープ（ディック・ハロラン〈カール・ランブリー〉[143]）
- ドク・ハリウッド（ニック・ニコルソン町長〈デヴィッド・オグデン・スティアーズ〉）※ソフト版
- トップガン（スティンガー〈ジェームズ・トールカン〉）※テレビ東京版
- ドラゴン・タトゥーの女（イサクソン〈アラン・デイル〉）
- ドラゴン・プロジェクト（チウおじさん〈ウー・マ〉）
- ドリームシップ エピソード1/2（最終王ウィリアム）
- トリコロールに燃えて（チャールズ〈スティーヴン・バーコフ〉）
- ドレスの下はからっぽ（ダネシ警部〈ドナルド・プレザンス〉）
- ドン・サバティーニ（ラリー・ロンドン〈マクシミリアン・シェル〉）
- ナイト・オブ・ザ・リビングデッド/死霊創世記（ハリー・クーパー〈トム・タウルズ〉[144]）
- 9デイズ（ドラガン・アジャニチ）※ソフト版
- ナインハーフ（シンクレア）
- ナルニア国物語/第1章: ライオンと魔女（ビーバーさん〈レイ・ウィンストン〉）
- ニキータ（掃除人ヴィクトル〈ジャン・レノ〉）※日本テレビ版
- ニューオーリンズ・トライアル（ランキン・フィッチ〈ジーン・ハックマン〉）※機内上映版
- ニューヨーク東8番街の奇跡（コヴァックス〈ジョン・パンコウ〉）※ソフト版
- ニンジャ（ヤマダ〈ショー・コスギ〉）
- ネバー・サレンダー 肉弾突撃（チャーチ〈マイケル・ルーカー〉）
- 呪いの魔界裸女（チャーニー〈ロバート・フォスター〉）
- ハート・オブ・ジャスティス（オースティン・ブレア〈デニス・ホッパー〉）
- ハートブレイク・リッジ 勝利の戦場（ウェブスター軍曹〈モーゼス・ガン〉）※テレビ朝日版
- バーフバリ 伝説誕生（カッタッパ〈サティヤラージ〉）
- バーフバリ 王の凱旋（カッタッパ〈サティヤラージ〉[145]）
- π（ソル〈マーク・マーゴリス〉）
- 陪審員（ルイ・ボファーノ〈トニー・ロビアンコ〉）※ソフト版
- ハイティーン襲撃（ピエール）
- ハイランダー 悪魔の戦士（カーク・マチュナス）
- 裸の銃を持つ男 33 1/3 最後の侮辱（ロッコ・ディロン〈フレッド・ウォード〉）※テレビ朝日版
- 裸のランチ（トム・フロスト〈イアン・ホルム〉）
- BATSII 蝙蝠地獄（デントン・ウォルシュ博士〈トーマス・アラナ〉）
- パトリオット・ゲーム（ロビー〈サミュエル・L・ジャクソン〉）※フジテレビ版
- バトルランナー（ウィリアム・ラウリン〈ヤフェット・コットー〉）※テレビ朝日版
- ハムナプトラ/失われた砂漠の都（テレンス・ベイ博士〈エリック・アヴァリ〉）※ソフト版
- ハムナプトラ2/黄金のピラミッド（館長ハフェズ〈アラン・アームストロング〉）※ソフト版、（セティ1世、ナレーション）※フジテレビ版
- パラダイム（神父）
- ピースメーカー（アレクサンドル・コドロフ将軍〈アレクサンドル・バルーエフ〉）※ソフト版
- ヒストリー・オブ・バイオレンス（リッチー・キューザック〈ウィリアム・ハート〉）
- ビバリーヒルズ・コップ2（ハロルド・ラッツ〈アレン・ガーフィールド〉）※テレビ朝日版
- 美容師と野獣（ボリス・ポチェンコ〈ティモシー・ダルトン〉）
- ビリー・ホリデイ物語/奇妙な果実（ルイス・マッケイ〈ビリー・ディー・ウィリアムズ〉）
- ビルとテッドの地獄旅行（オーツ大佐〈チェルシー・ロス〉）※ソフト版
- ファイナル・カウントダウン（シムラ〈スーン＝テック・オー〉）※TBS版
- ファイヤーフォックス（パヴェル・ウペンスコイ〈ウォーレン・クラーク〉）※TBS版
- ファントムフォース（ジャック・ババロ）
- FAIL SAFE 未知への飛行（ラスコブ下院議員〈サム・エリオット〉）
- フェノミナ（ジョン・マクレガー教授〈ドナルド・プレザンス〉[146]）
- フォーリング・ダウン（払い下げ軍用品店店主〈フレデリック・フォレスト〉）※テレビ朝日版
- 復讐のビッグガン（アベル〈ステファーヌ・フェラーラ〉）
- 不法侵入（ロイ・コール〈ロジャー・E・モーズリー〉）※テレビ朝日版
- フラッシュ・ゴードン（ヴァルタン公〈ブライアン・ブレスド〉）※テレビ朝日版
- プラトーン（ラー〈フランチェスコ・クイン〉）※テレビ朝日版
- PLANET OF THE APES/猿の惑星（クラル〈ケイリー＝ヒロユキ・タガワ〉）※機内上映版
- フリージャック（ミケレッティ〈ジョナサン・バンクス〉）
- プリティ・リーグ（アーニー・キャパディーノ〈ジョン・ロヴィッツ〉）※日本テレビ版
- ブルーグラス（ローウェル〈ウェイン・ロジャース〉）
- ブルーサンダー ※フジテレビ版
- ブルース・ブラザース（ジェームズ牧師〈ジェームス・ブラウン〉）※フジテレビ旧録版
- プレシディオの男たち（ポール・ローレンス大佐）※フジテレビ版
- プレスリーVSミイラ男（エルヴィス・プレスリー〈ブルース・キャンベル〉）
- プレデター（マック〈ビル・デューク〉）
- プレデターズ（ハビエル〈トニー・プラナ〉）
- ブロブ/宇宙からの不明物体（モス・ウッドレイ）
- ブロンクス物語（ソニー〈チャズ・パルミンテリ〉）
- ブロンコ・ビリー（ビッグ・イーグル）
- ペイルライダー（スパイダー）
- ペインテッド・デザート タフ劇場版（フランコ・ヴィターリ〈アンドレアス・カツーラス〉）
- ベオウルフ/呪われし勇者（フロースガール〈アンソニー・ホプキンス〉）
- ベスト・キッド4（ミヤギ〈パット・モリタ〉）
- ベティ・ルーは犯罪者?（ヘリック）
- ヘルハザード/禁断の黙示録（チャールズ・ウォード / ジョセフ・カーウィン〈クリス・サランドン〉）
- ヘンダーソン夫人の贈り物（トミー・クローマー卿〈クリストファー・ゲスト〉）
- ポーリー（ミーシャ〈トニー・シャルーブ〉）
- 暴走機関車（マニー / オスカー・ヘンハイム〈ジョン・ヴォイト〉）※テレビ朝日版
- ボクサー（アイク・ウィアー〈ケン・ストット〉）
- ぼくの名犬テンペスト（ジュゼッペ・パルディ〈リノ・バンフィ〉）
- 星の王子 ニューヨークへ行く2（クレオ〈ジョン・エイモス〉[147]）
- ホステージ・オブ・エネミーライン（チノ）
- ホット・ショット（オワタナ）※ソフト版
- 微笑みがえし（サル・ニコルズ〈ジェームズ・トールカン〉）
- ポルターガイスト3 / 少女の霊に捧ぐ…（シートン博士）
- ホワイトハウス狂騒曲（イライジャ・ホーキンス医師〈チャールズ・S・ダットン〉、ジェフ・ジョンソン〈ジェームズ・ガーナー〉）※ソフト版
- 香港発活劇エクスプレス 大福星（汚職刑事〈ラム・チェンイン〉）
- 本命登場！！『ダイ・ハード3』（『The Making of 'Die Hard: With a Vengeance'』日本語版）（レジナルド・ヴェルジョンソン） ※テレビ朝日、1995年06月29日放送
- マーキュリー・ライジング ※テレビ朝日版
- マーティン・シーンの da ゴーストになったパパ（チャーリー〈マーティン・シーン〉）※JAL機内上映版
- マイ・プライベート・アイダホ（ボブ・ピジョン）
- マイ・ボディガード（ミゲル・マンサーノ〈ジャンカルロ・ジャンニーニ〉）※ソフト版
- マスク（ニコ）※日本テレビ版
- マスターズ/超空の覇者（カーグ）※テレビ朝日版
- マッドマックス2（ヒューマンガス〈ケル・ニルソン〉）※テレビ朝日版、（カーマジャン）※スーパーチャージャー版
- マトリックス リローデッド（ハーマン評議員〈アンソニー・ザーブ〉）※フジテレビ版
- マトリックス レボリューションズ（ハーマン評議員〈アンソニー・ザーブ〉）※フジテレビ版
- マンハッタンで抱きしめて（パット〈ダニー・デヴィート〉）
- ミシシッピー・バーニング（モンク）※テレビ朝日版
- ミスター・サタデー・ナイト（ラリー・マイヤーソン〈ロン・シルヴァー〉）
- Mr.ダマー2 1/2（ベニー・ギブス〈リップ・トーン〉）
- ミュータント・ニンジャ・タートルズ2（タツ〈小幡利城〉）※ソフト版
- ミュンヘン（ホフィ将軍）
- ミリオンダラー・ホテル（ショーティ〈バッド・コート〉）
- めぐり逢えたら（ジェイ〈ロブ・ライナー〉）※フジテレビ版
- メタル・ブルー（ネヴィル・ダウンズ〈モーリー・チェイキン〉）
- メモリー 〜殺戮のビジョン〜（マックス〈デニス・ホッパー〉）
- Merry Christmas! 〜ロンドンに奇跡を起こした男〜（ハドック/マーレイの幽霊〈ドナルド・サンプター〉）
- メン・イン・ブラック2（ジャーラ）※テレビ朝日版
- 燃えよNINJA（ハセガワ〈ショー・コスギ〉）
- ユージュアル・サスペクツ（巡査部長〈ダン・ヘダヤ〉）※ソフト版
- 善き人のためのソナタ（ブルーノ・ハムプフ大臣〈トーマス・ティーメ〉）
- 雷神-RAIJIN-（コロナー〈アイザック・ヘイズ〉）
- ライラの冒険 黄金の羅針盤（ファーダー・コーラム〈トム・コートネイ〉）※劇場公開版
- ラスト・アクション・ヒーロー（ジョン・プラクティス〈F・マーリー・エイブラハム〉、死神〈イアン・マッケラン〉）※ソフト版
- ラストプラトーン（コスタ軍曹〈リチャード・ハッチ〉）
- ラスト・ボーイスカウト（マイロ〈テイラー・ネグロン〉）※ソフト版
- ラビリンス/魔王の迷宮（ホグル）※ソフト版
- ランド・オブ・ザ・ロスト（バローズ船長〈ティモシー・ボトムズ〉）
- ランナウェイ（レイモンド・ヴィラード）
- ランボー/怒りの脱出（ポドフスキー中佐〈スティーヴン・バーコフ〉）※テレビ朝日版、（海賊ヴィン）※フジテレビ版
- ランボー3/怒りのアフガン（ザイセン大佐）※テレビ朝日版
- リトル・ロマンス（ルクレール警部）※フジテレビ版
- 霊幻道士 ザ・ムービー 空飛ぶドラキュラ・リターンズ（ウー神父〈ウー・マ〉）
- レインマン（マーストン博士〈バリー・レヴィンソン〉）※TBS版
- レクイエム（マックス）
- レッド・ドラゴン（ハンニバル・レクター〈アンソニー・ホプキンス〉）※ソフト版
- レッドブル（ビクター・ロスタビリ〈エド・オロス〉）※テレビ朝日版
- レンタル・キッズ/お子様貸します!（ハリー〈レスリー・ニールセン〉）
- ルームメイト（ミッチェル〈スティーヴン・トボロウスキー〉）※ソフト版
- レネゲイズ（フィンチ警部〈ビル・スミトロヴィッチ〉）※VHS版
- ローサのぬくもり（マリアの父）
- ロードハウス/孤独の街（フランク・ティルマン〈ケヴィン・タイ〉）※VHS版
- ロッキー4/炎の友情（デューク〈トニー・バートン〉）※テレビ朝日版
- ロックアップ（マンリー）
- ROCK YOU!（ジョン・サッチャー〈クリストファー・カザノフ〉）※日本テレビ版
- ロビンとマリアン（ノッティンガムの代官〈ロバート・ショウ〉）※ソフト版
- ロボコップ3（カネミツ〈マコ岩松〉）※ソフト版
- ロマンシング・アドベンチャー/キング・ソロモンの秘宝（ドガティ〈ジョン・リス＝デイヴィス〉）※テレビ東京版
- ロミオとジュリエット（キャピュレット）※テレビ東京版
- ロング・ライダーズ（ボブ・フォード）
- 私が愛したグリンゴ（ガルシア大佐）
- ワンス・アポン・ア・タイム・イン・アメリカ（ヌードルス〈ロバート・デ・ニーロ〉）※VHS版
- ワンス・アポン・ア・タイム・イン・チャイナ 天地黎明（イェン・チェントン〈ヤム・サイクン〉、チュウ〈ウー・マ〉）

#### ドラマ
- アースG889（ブロデリック・オニール）※VHS版
- アガサ・クリスティー ミス・マープル 書斎の死体（メルチェット大佐〈サイモン・キャロウ〉）
- 悪魔の異形 #4（テレンス・モートン）
- ALPHAS/アルファズ（ドクター・カーン〈ブレント・スパイナー〉）
- ER緊急救命室 シーズン9 #6（ジェイ）
- イップ・マン（ホン・ジウサン〈レオン・カーヤン〉）
- インディ・ジョーンズ/若き日の大冒険（レミー、パンチョ・ヴィラ）
- WITHOUT A TRACE/FBI 失踪者を追え!2（スティーブンズ神父）
- ウェアハウス13 〜秘密の倉庫 事件ファイル〜（アーティー・ニールセン〈ソウル・ルビネック〉）
- X-ファイル（マーカス・オーレリアス・ベルト中佐〈エド・ローター〉、ジョセフ・マクグラス長官〈フレデリック・コフィン〉）※ソフト版
- 俺がハマーだ! シーズン1 #10（フェリックス・リデル〈ブライオン・ジェームズ〉）
- 合衆国崩壊の日（ランダル・スピア〈ケネス・ウェルシュ〉）
- 恐竜家族
- キング・ソロモンの秘宝（ヘンリー・カーティス、ビッター）
- クリミナル・マインド3 FBI行動分析課 #14（チェスター）
- クリミナル・マインド4 FBI行動分析課 #11（ノーマン）
- 警察署長（デイヴ・バーカー巡査部長）
- 刑事コロンボシリーズ
  - 刑事コロンボ 殺人処方箋（レイ・フレミング医師〈ジーン・バリー〉）※完全版追加収録部分
  - 新・刑事コロンボ 迷子の兵隊（レスター・キーガン特務曹長〈アンディ・ロマーノ〉）
  - 新・刑事コロンボ 犯罪警報（バド・クラーク〈ピーター・ハスケル〉）
- 刑事ナッシュ・ブリッジス シーズン2 #1（トームズ警部補〈J・E・フリーマン〉）
- 刑事マルティン・ベック 消えた消防車（マックス・カールソン）
- コールドケース6（ヘンリー・ウォルターズ）
- コールドケース7 ザ・ファイナル（クロフォード〈グレン・モーシャワー〉）
- ゴッサム・シティ・エンジェル（ホーク）
- ザ・ファイブ -残されたDNA-（ジェイコブ・マロシ〈ラデ・シェルベッジア〉）
- ザ・プラクティス ボストン弁護士ファイル（デニー・クレイン〈ウィリアム・シャトナー〉）
- ザ・ホワイトハウス3（ダルトン・ミルゲート博士）
- 三国志 Three Kingdoms（黄忠）
- CSI:科学捜査班（ジェイムス・“ジム”・ブラス警部〈ポール・ギルフォイル〉）
  - CSI: ベガス
- しあわせの処方箋（リックルズ）
- シャーロック・ホームズの冒険
  - ボヘミアの醜聞（馬車屋）
  - まがった男（ヘンリー・ウッド）※追加収録部分
  - 四人の署名（カーター・シー）
  - 未婚の貴族（ギャラガー）
- シャナラ・クロニクルズ（イーヴンタイン・エレッセディル〈ジョン・リス＝デイヴィス〉）
- 主任警部モース
  - 死者たちの礼拝（タフィ）
  - カインの娘たち（テッド・ブルックス）
- 私立探偵ハリー #1（エメット・ラズロ〈エド・ローター〉）
- 新スタートレック（イドの神、アルマス、クテーモク〈ランス・レガルト〉）
- 新・ヒッチコック劇場 パイロット版（男〈ブルース・デイヴィソン〉）
- 新アンタッチャブル（カポネ[148]）
- スティーヴン・キングのゴールデン・イヤーズ（ハーラン・ウィリアムズ〈キース・ザラバッカ〉）
- スパイ大作戦（ピーター・グレイブス）※厳選スパイ大作戦完全版追加収録分
- スパルタカス（チーナ）
- 青春の城 コビントン・クロス（公爵〈テレンス・ヒルヤー〉）
- ダークスカイ（フランク・バック〈J・T・ウォルシュ〉）
- 大秦帝国（献公）
- チェオクの剣（チェ・ダルピョン〈チョン・ホグン〉）
- 地上最強の美女バイオニック・ジェミー シーズン1 #1（トム・ハロウェイ中佐）
- 超音速攻撃ヘリ エアーウルフ シーズン3 #12（グレン・カースン）
- 超音速ヒーロー ザ・フラッシュ（ブライアン・ギデオン〈クリストファー・ニーム〉）※日本テレビ版
- ディフェンダーズ 闘う弁護士（カーマイン）
- ドールハウス Dollhouse シーズン2 #3（ブラッドリー・カレンズ）
- ドクタークイン 大西部の女医物語（ロバート・E）
- ドクター・フー（ビースト）
- 特攻野郎Aチーム
  - シーズン1 #3（ジェイス・タターロ）
  - シーズン4 #6（ソニー・カーター）
- ナイトライダー
  - シーズン1 #8、シーズン3 #5（ナイト2000プロトタイプ K.A.R.R.〈ピーター・カレン、ポール・フリーズ〉）
  - シーズン4 #12（マルコ・ベリオ〈ハーベー・ジェイソン〉）
- ナイトライダーNEXT #12（ナイト3000プロトタイプ K.A.R.R.〈ピーター・カレン〉）
- 南北戦争物語 愛と自由への大地（サム・グリーン議員）
- バフィー 〜恋する十字架〜 シーズン1（マスター〈マーク・メトカーフ〉）
- ヒルストリート・ブルース シーズン1 #4（マリブ〈チャールズ・フライシャー〉）
- ファン・ジニ（キム判書〈イ・ヒド〉）
- THE BLACKLIST/ブラックリスト シーズン3 #16（ケアテイカー〈レグ・E・キャシー〉）
- 冒険野郎マクガイバー シーズン2 #9（デビッド・クレイン〈ジェフリー・ルイス〉）、#15（ジャック・ローガン）、#22（クルーグ）
- ボストン・リーガル（デニー・クレイン〈ウィリアム・シャトナー〉）
- マーニーと魔法の書（マイケル・スコット〈ピーター・マラン〉）
- MACGYVER/マクガイバー シーズン2 #14（ウィリー）
- ミス・マープル パディントン発4時50分（ブライアン・イーストリー）
- 名探偵ポワロ ※NHK版
  - ミューズ街の殺人（ユースタス少佐）
  - 盗まれたロイヤル・ルビー（ジェスモンド）
  - 負け犬（ホレース・トレフューシス）
  - ゴルフ場殺人事件（ポール・ルノー）
  - 満潮に乗って（ライオネル・ウッドワード）
- 名探偵モンク 2（デニス・ガミル）#5
- 愉快なシーバー家（シド・シドルビッチ）
- リンガー 〜2つの顔〜（オスターマン）
- ルーツ（レスラー）※ソフト版
- LAW&ORDER:クリミナル・インテント（ヴァン・アッカー）
- ロイヤル・スキャンダル 〜エリザベス女王の苦悩〜
- ロンサム・ダブ（バーテンダー〈ブランドン・スミス〉）

#### アニメ
- 紅き大魚の伝説（リンポー）
- アラジンの大冒険
- X-メン（トゥーン・ディズニー版）（レッドスカル）
- カーズシリーズ（サージ）
  - カーズ
  - カーズ2
  - カーズトゥーン ラジエーター・スプリングスの仲間たち
  - カーズ/クロスロード
- 北風ジャックの物語（鬼の王様）
- 西遊記 ヒーロー・イズ・バック（お師匠さま[149]）
- 時空冒険記ゼントリックス（オミクロン）
- スタートレック:ローワー・デッキ（アルマス）
- スパイダーマン（担当時期：2003年7月 - 2006年1月）
  - スパイダーマン（ベン・パーカー、キングピン、レッドスカル）※1981年制作、2003年7月放送
  - スパイダーマン（ベン・パーカー、キングピン）※1967年制作、2003年10月放送
  - スパイダーマン（ベン・パーカー、キングピン[150]、レッドスカル）※1994年制作、2004年7月放送
  - スパイダーマン&アメイジング・フレンズ（ベン・パーカー、キングピン、レッドスカル）※トゥーンディズニー版
- 地上最強のエキスパートチーム G.I.ジョー（ガンホー、ナレーター）
- チップとデールの大作戦（フランシス）
- バットマン（ヒューゴー・ストレンジ）
- バーフバリ 失われた伝説（カッタッパ[151]）
- フロスティ・ザ・スノーマン〜温かい雪だるま（ナレーター）
- ホーム・オン・ザ・レンジ にぎやか農場を救え!（ジェブ）
- ミュータント タートルズ（ザンラモン最高指揮官）
- やんちゃなブルーノ（ナレーション）
- 勇者ソー 〜アスガルドの伝説〜（オーディン）※ディズニーXD版
- ルーニー・テューンズ（タズマニアン・デビル）
  - シルベスター&トゥイーティー ミステリー
  - トゥイーティーのフライング・アドベンチャー 80日間世界一周大冒険
  - ルーニー・テューンズ・ショー[152]
  - 新 ルーニー・テューンズ
  - ルーニー・テューンズ・カートゥーンズ
  - バッグス・バニー ビルダーズ
  - タイニー・トゥーンズのハチャメチャ学園[153]
- LEGO スター・ウォーズ エンパイア・ストライクス・アウト（ワトー、ナレーター）
- LEGO スター・ウォーズ/恐怖のハロウィーン（ワトー）

### テレビドラマ
全て「寺田誠」名義
- おはなはん（1966年、NHK）
- 遊撃戦（1966年、宝塚映画）平田二等兵：坊や 役
- 竜馬がゆく（1968年、NHK）藤岡勇助 役
- 天と地と（1969年、NHK）林帯刀 役
- 火曜日の女シリーズ「幻の女」（1971年、NTV）
- 特別機動捜査隊 第536話「可愛い脱走」（1972年、NETテレビ）広瀬 役
- 太陽にほえろ! 第12話「彼は立派な刑事だった」（1972年、日本テレビ）タカシ 役
- 遠山の金さん捕物帳（1972年、NETテレビ）宗吉 役
- 藍より青く（1972年、NHK）山口明 役
- 怪談 第3話「蚊喰鳥」（1972年、MBS） - 寺男
- 木枯し紋次郎 第2部 第9話「錦絵は十五夜に泣いた」（1973年、フジテレビ） 清太郎 役
- おこれ!男だ第21話「土佐の高知に愛を見た」(1973年、日本テレビ) にのみやけいすけ 役
- 赤ひげ（1973年、NHK）
- 銭形平次（フジテレビ）
  - 第357話「雪の挽歌」（1973年）良太郎 役
- 座頭市物語 第1話「のるかそるかの正念場」（1974年、フジテレビ）千太 役
- 花の生涯（1974年、日本テレビ）

### 映画
全て「寺田誠」名義
- 足摺岬 (映画)（1954年）
- 米（1957年）安田善助 役
- 何もかも狂ってやがる（1962年）細田淳 役
- 煙の王様（1963年）石田次郎 役
- 独立機関銃隊未だ射撃中（1963年）白井春男二等兵 役
- みんなわが子（1963年）
- 出撃（1964年）井谷軍曹 役
- 続 キューポラのある街 未成年（1965年）崔一郎 役
- 証人の椅子（1965年）柳原正夫 役
- 黒部の太陽（1968年）与一郎 役
- 地の群れ（1970年）信夫 役
- 軍旗はためく下に（1972年）小針一等兵 役
- 小林多喜二（1974年）島田正策 役
- 仁義なき戦い 完結篇（1974年）清元忠 役

### 特撮
- 行け! 牛若小太郎（1974年、妖怪の声）※「寺田誠」名義
- アクマイザー3（1976年、ドラキューダの声）※「寺田誠」名義
- 手裏剣戦隊ニンニンジャー（2015年、牙鬼幻月の声[154]）

### パチンコ・パチスロ
- 銀座:「ナイトライダー」（カール『K.A.R.R.』）
- スカイラブ3（2011年、カーツワイル）
- CRグラップラー刃牙（2015年、愚地独歩）
- 戦国美少女 織田信奈の野望（2017年、斎藤道三）
- CR魔法先生ネギま!（2017年、メルディアナ魔法学校長）

### その他コンテンツ
- 映画「バタリアン」スポットCM
- オリジナルビデオ「ナムコの伝説」（ナレーション）
- ディズニーシー・トランジットスチーマーライン（ナレーション〈初代〉）
- ライオンたちとイングリッシュ（英語教育番組 / NHK教育）（シオ）
- 三菱未来館@earth もしも月がなかったら（地球）
- 世界の衝撃ストーリー（声の出演）
- オーディオブック『教団X』（松尾正太郎）[155]
- ぽん・ぱ